# Phaulomyrma
Phaulomyrma é um género de formigas, pertencente à subfamília Leptanillinae. O género é monotípico, sendo formado apenas pela espécie Phaulomyrma javana.